# Стокопановский сельский совет (Генический район)
Стокопановский сельский совет (укр. Стокопанівська сільська рада) — входит в состав
Генического района
Херсонской области
Украины.
Административный центр сельского совета находится в 
с. Стокопани
.

## История
- 1820 — дата образования.

## Населённые пункты совета
- с. Стокопани
- с. Драгоманово
- с. Новая Праця